# Núi lạnh (phim)
Núi lạnh (tiếng Anh: Cold Mountain) là một bộ phim sử thi chiến tranh chính kịch của Mỹ 2003 do Anthony Minghella đạo diễn và viết kịch bản, dựa trên cuốn tiểu thuyết bán chạy cùng tên của Charles Frazier. Phim có Jude Law, Nicole Kidman và Renée Zellweger đóng chính, trong khi các diễn viên phụ là Natalie Portman, Philip Seymour Hoffman, Melora Walters, Jena Malone, Donald Sutherland, Brendan Gleeson, Ray Winstone, Jack White, Kathy Baker, Cillian Murphy và Giovanni Ribisi.
Phim nhận bảy đề cử giải Oscar, trong đó có đề cử nam chính xuất sắc nhất cho Jude Law, và giành một giải duy nhất cho nữ phụ xuất sắc nhất của Renée. Vai Ruby cũng đem về cho cô giải BAFTA, giải Quả cầu vàng và giải SAG.